# Lyon à la préhistoire
Lyon à la préhistoire est une période longtemps considérée par les historiens comme inexistante, la fondation romaine de la cité restant jusqu'à la fin du XXe siècle le point de départ de l'occupation humaine de la ville. Toutefois, de nombreuses fouilles archéologiques ont progressivement mis au jour des signes de présence celte permanente ou de long terme et la vision des historiens a fortement évolué depuis lors.

La présence humaine est ainsi attestée depuis l'épipaléolithique, avec des traces de groupes de chasseurs-cueilleurs. 

## Épipaléolithique et mésolithique

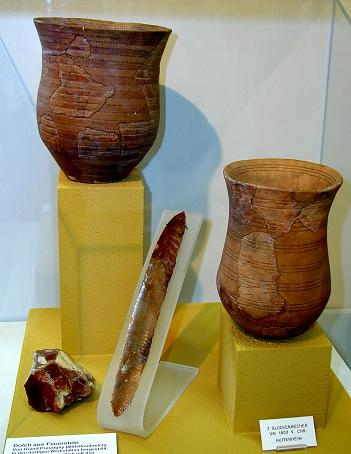
Céramiques campaniformes.

La présence humaine sur le site antique est attestée à différentes périodes mais sa permanence n'est pas avérée. Le plus probable est que la région ait été parcourue par des groupes de chasseurs-cueilleurs durant l'épipaléolithique, fixé entre 12500 et 9600 av. JC et le mésolithique (entre 9600 et 6000 av JC.). La fin de la glaciation libère l'accès à la Saône et au Rhône, facilitant les déplacements.

## Néolithique
C'est au néolithique qu'apparaissent les premières traces de sédentarisation à Lyon et dans la plaine du Velin. C'est par des trous de poteaux, la présence de foyers, de fours, d'outils en silex et de sépultures qu'a été identifiée une certaine sédentarisation, sans qu'il soit possible d'affirmer qu'elle a été permanente. C'est à partir des années 3500-2500 av. JC que d'autres traces, essentiellement la présence de céramiques importées, indiquent l'apparition de courants d'échanges suivant les deux voies d'eau.

## Âge du bronze

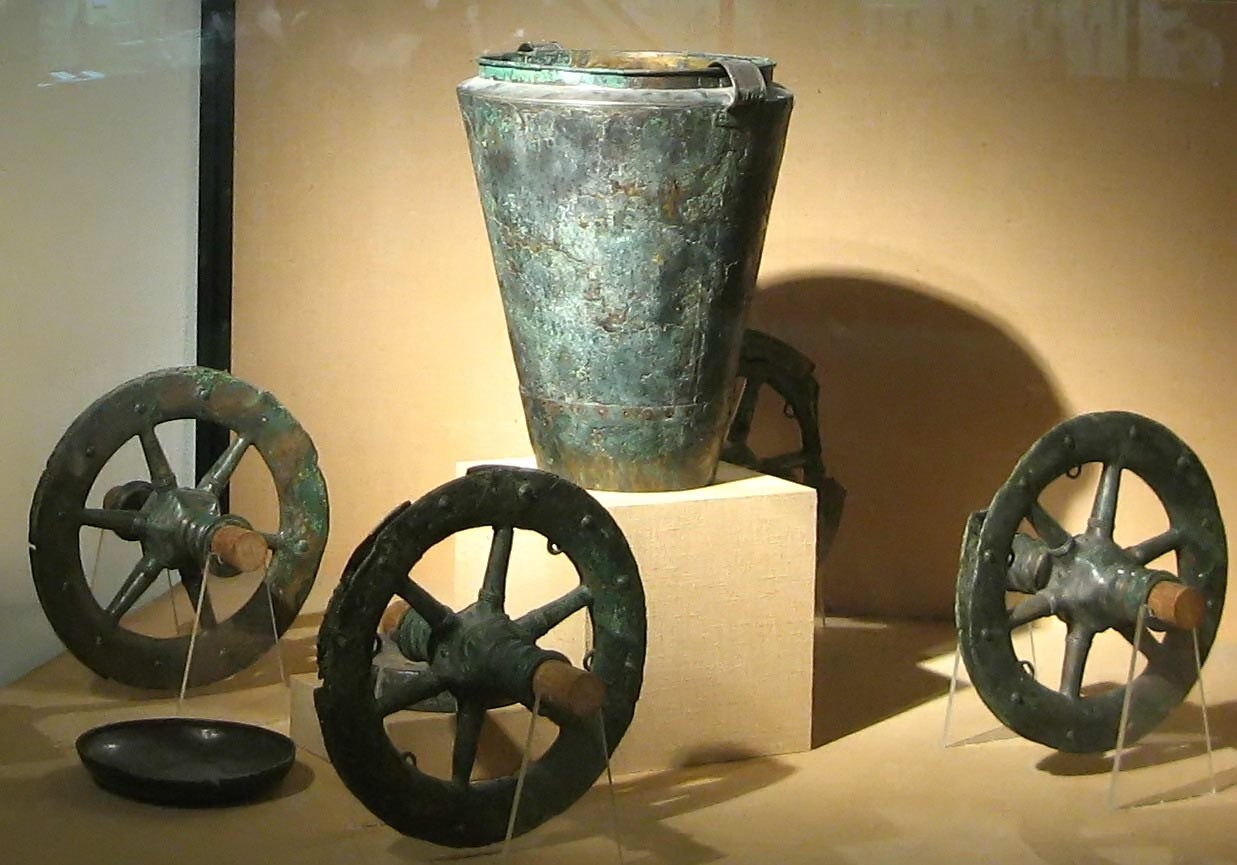
Char d'apparat, musée gallo-romain de Fourvière.

Comme auparavant, les indices archéologiques montrent que même à cette période, les communautés villageoises ne se fixent pas définitivement sur un site. Ce sont « de petits établissements ruraux, développés de manière temporaire par des communautés agropastorales soumises aux crues et à l'épuisement des sols, mais aussi capables de mobilité, afin de tirer le meilleur parti des écosystèmes locaux ».
À l'âge du bronze (−2 200 à −800), le site est faiblement occupé, conformément à l'appauvrissement régulier des sols : sont découverts des foyers culinaires (vers −2 000 à −1 500, rue Mouillard) et une sépulture à incinération en urne (rue Gorge de Loup), des traces d'habitat (site de La Croix-Rousse) et un dépôt d'objets en bronze (trésor de Vernaison).

## Premier âge du fer
De nombreuses traces d'habitat ont été découvertes dans le quartier de Vaise (rue Marietton, rue du Souvenir, quartier de Gorge de Loup, rue du Dr Horand) : fragments de balsamaire rhodien en verre bleu, traces de poteaux, de maisons de bois et torchis, foyers domestiques, restes alimentaires, palissades, tombes, cultures céréalières, céramiques abondantes (notamment des amphores de vin d'origine étrusque et marseillaise), objets en fer (épée).
Ces traces attestent l'existence d'un relais de commerce de vin entre le littoral méditerranéen et le nord (VIe siècle av. J.-C.). En l'absence d'artéfacts plus élaborés, on ne peut à ce stade parler de village ou de ville.

## Second âge du fer

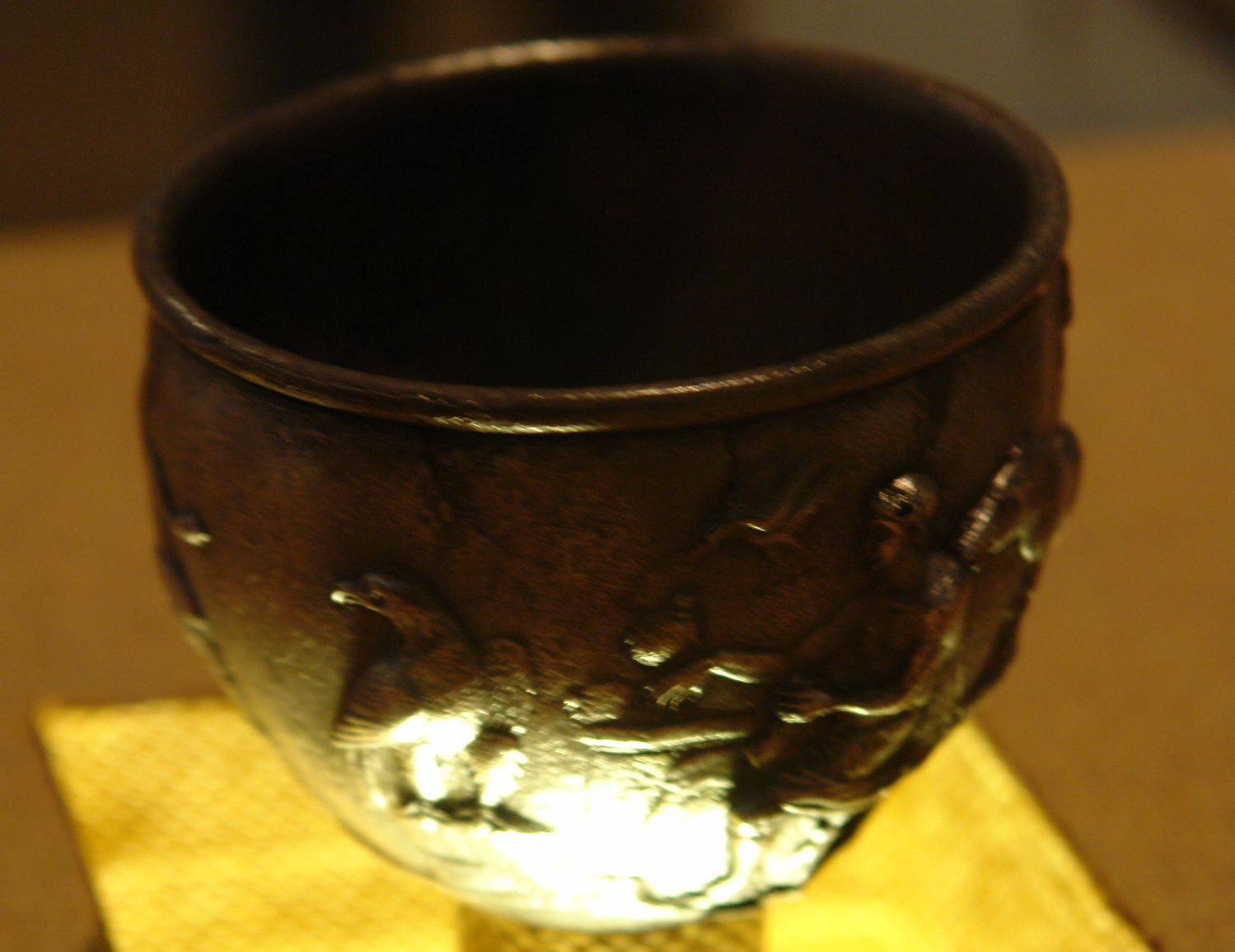
Gobelet d'argent avec des divinités gauloises. Musées Lugdunum.

En 1989, l'analyse de Christian Goudineau réfute la présence d'une importante occupation pré-romaine du site malgré les découvertes faites sur le site du clos du Verbe Incarné et sous l’hôpital Sainte-Croix à Fourvière. Les archéologues ont longtemps suggéré qu’il s’agissait de vestiges de camps militaires romains.
À Fourvière, les analyses sont réinterprétées par l’archéologie récente et les datations sont reculées. Ces traces, que l’on pensait contemporaines de la fondation de la colonie romaine, interprétées d'abord comme étant celles d'un camp militaire, sont en fait plus anciennes d’une cinquantaine ou d’une centaine d’années : les fossés découverts, larges de plusieurs mètres et long de plusieurs centaines de mètres, délimitent de vastes enclos comportant de très nombreux ossements d'animaux et tessons d’amphores à vin provenant d’Italie. On ne peut conclure à un habitat permanent en la quasi-absence d’objets liés à la vie quotidienne, mais ces fossés et les restes associés sont typiques d'un grand sanctuaire. L’interprétation de ces dizaines de milliers d’amphores et d’ossements, qui suggèrent la présence de plusieurs milliers de convives rassemblés dans ces enclos, donne vie aux immenses banquets gaulois décrits dans les textes (Phylarque, Histoires, cité par Athénée IV, 34). La multiplicité du phénomène dans le périmètre de Fourvière n’est pas anodine, ni la position du site, dans le territoire des Ségusiaves, mais à la frontière avec les Allobroges (installés rive gauche du Rhône) et avec les Ambarres (installés entre Rhône et Saône). Les sites identiques fouillés en Gaule, souvent aussi en position frontière, indiquent qu’il s’agit de grands sanctuaires fédéraux où plusieurs peuples pouvaient se retrouver.
Dans le quartier Saint-Vincent, les fouilles effectuées en trois points de la zone montrent une occupation durant la période dite de Hallstatt : traces de charbon de bois, fragments de céramiques domestiques. Du début du Ier siècle av. J.-C. au IVe siècle, on trouve un atelier de potier, des fours circulaires, une aire de stockage, des céramiques campaniennes.
Bien que la fondation de la colonie romaine soit datée avec certitude de 43 av. J.-C., le site de la rue du Souvenir atteste l’existence d’un emporium antérieur à la colonie. Situé à la frontière du monde romain (la cité allobroge de Vienne est à moins de 30 km au sud et son territoire, qui fait partie de la Provincia, commence juste de l'autre côté du Rhône), l’emporium faisait le pont entre les cultures romaines et gauloises et servait également de port de transbordement (le goulet d’étranglement de la Saône à Pierre-Scize interdisait la navigation). La céramique indigène retrouvée lors des fouilles traduit l’intensité du commerce entre Ségusiaves et Éduens, ces derniers étant eux-mêmes « amis » des Romains dès le IIe siècle av. J.-C.

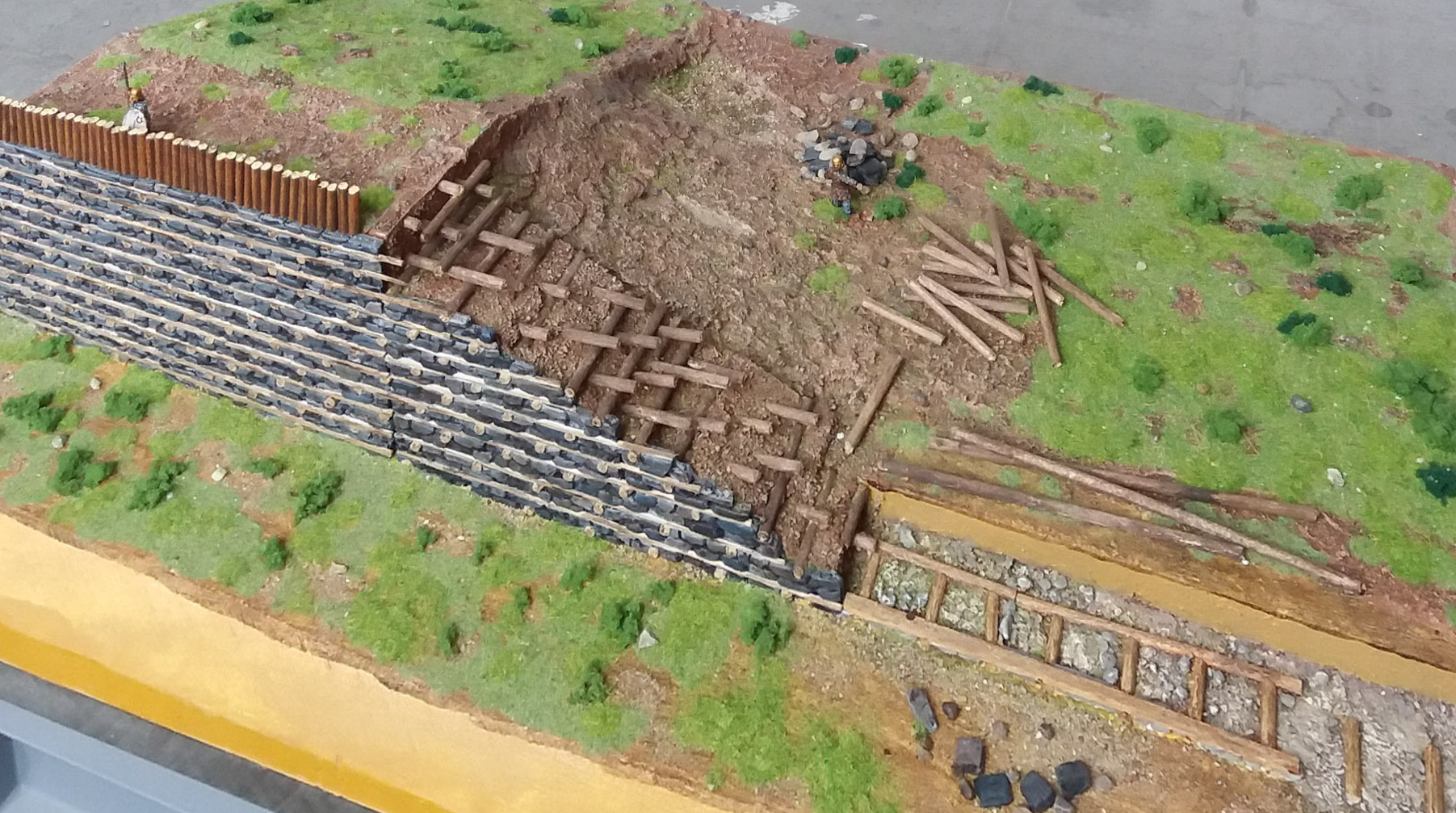
maquette du murus gallicus, réalisée par Nicolas Hirsch (Service archéologique de la Ville de Lyon).

Une autre fouille réalisée en 2014 livre des informations sur l'occupation pré-romaine de la colline de Fourvière. Les restes d'un mur de défense gaulois sur plus de trente mètres, possiblement édifié par des Ségusiaves, ont été mis au jour. Conforme à la description que fait Jules César dans la Guerre des Gaules des systèmes de fortification gaulois, ce murus gallicus est composé par « un important remblai conforté par un assemblage en couches entrecroisées de poutres horizontales fixées entre elles par de grands clous en fer. Le tout étant recouvert d'un parement en pierre sèche ». Cette découverte, inespérée et exceptionnelle, permet de confirmer l'existence d'un oppidum gaulois dont la fortification, qui semble de type Vertault/Alesia selon la classification constituée par S. Fichtl, est donc chronologiquement récente au sein de l'âge du fer. Toutefois, ce mur ne permet pas d'affirmer avec certitude qu'il existait bien une agglomération gauloise à cet endroit. « Son ampleur est inconnue, son usage parait éphémère, sa datation est tardive (autour de la conquête césarienne ou de la fondation de la colonie romaine) et son usage exact demeure par conséquent à préciser ». Il faut remarquer également que César ne mentionne pas la colline dans sa Guerre des Gaules, et que le reste des découvertes archéologiques de Fourvière n'a fourni que des indices de présence occasionnelle.

## Zones archéologiques
La plupart des découvertes ont été faites dans le quartier de Vaise et le versant oriental de la colline de La Duchère (9e arr). 

### Vaise
De nombreux objets ont été découverts : armatures de flèches en silex du Mésolithique (−12 000) (bas de la colline de La Duchère), silex et ossements d'animaux domestiqués (rue des Tuileries), des trous de poteaux, des silex et une pointe en cristal de roche (rue Mouillard) datant du Néolithique ancien (−5 500 à −4 900). La culture de Chassey-Cortaillod-Lagozza est attestée durant le Néolithique moyen (−4 800 à −3 500), puis une colonie agricole (site de l'ancienne usine Rhodiacéta, quartier Saint-Pierre) durant le Néolithique moyen bourguignon (−4 000 à −3 000). Au Néolithique final (−3 500 à −2 500) on trouve des trous de poteaux, vases et jarres à grains, ossements de bœuf, de chat et de lapin (rue Gorge de Loup). Enfin, le Campaniforme (−2 500 à −2 100) est attesté par des poteries en forme de cloche.
Les tombes des fouilles de Gorge-de-Loup sont situées à proximité de traces de poteaux enfoncés dans le sol, ce qui suggère des habitations,. Les céramiques retrouvées à cet endroit proviennent de la Méditerranée, indiquant des échanges commerciaux sur une aire large.

### Fourvière
Une fouille sur le chantier du Verbe-Incarné a retrouvé un grand nombre de traces d'occupation provisoire, datées des années 70-40 avant notre ère. 
Sur la colline de Fourvière, un murus gallicus a été découvert.
Avec les autres découvertes locales, l'ensemble des fouilles de la colline montre que Fourvière était un « important pôle d'activités socio-économiques de l'Est ségusiave à la fin de l'âge du Fer ».

### Vernaison
Le trésor de Vernaison a été découvert en 1856, révélant des armes, outils et éléments de parure ; datés d'environ 1100-1000 av. JC.

### Saint-Priest
Des vestiges datés des années 1100-1000 av. JC ont été découverts en 2000 sur le site des Feuilly.

## Historiographie
Pendant longtemps, les historiens ont considéré que la présence humaine permanente sur le site lyonnais ne datait que de la fondation de Lugdunum. 
Camille Germain de Montauzan, premier savant à entreprendre des fouilles organisées sur la colline de Fourvière ne découvre rien qui établisse la présence d'un regroupement structuré. Les historiens tel Arthur Kleinclausz en concluent à l'absence de ville pré-romaine. « Dans le courant du XXe siècle, Amable Audin, soucieux de doter Lyon d'un passé prestigieux, imagine un sanctuaire celtique à Fourvière, dont la toponymie aurait gardé la trace : Lug-dunum serait la colline (dunum) du dieu gaulois Lug. Force pourtant de constater l'absence de vestiges tangibles ».
Jusqu'à la fin du XXe siècle, les découvertes archéologiques étaient si faibles et éloignées que les ouvrages spécialisés n'indiquaient rien ou presque pour la zone lyonnaise. Ainsi, la synthèse dirigée par Henry de Lumley n'indique rien pour l'ensemble du néolithique et de l'âge du bronze et l'ouvrage collectif de 1989 Aux origines de Lyon conclue à l'apparente inexistence de structures antérieures à la ville romaine.
Les chercheurs, malgré les découvertes récentes nombreuses sont encore hésitants sur de nombreux points importants liés au site lyonnais. Savoir s'il existait une ville gauloise sur le site avant la fondation romaine se heurte à des difficultés méthodologiques majeures. Distinguer les strates et les artefacts proprement gaulois ou romains sur les quelques décennies cruciales, 60 à 40 av. JC s'avère complexe et sujet à interprétations divergentes, surtout au sein d'un site à la croisée des deux cultures. 
Pour Armand Desbat et Matthieu Poux; l'évolution progressive d'un lieu de rassemblement et de culte en agglomération gauloise avant la fondation de la Lugdunum « ne fait plus aucun doute ».
Patrice Faure estime que c'est en dépassant les distinctions entre objets typiquement gaulois ou romain, en cherchant les motifs de mutation et de continuité entre les deux cultures que la recherche pourra progresser dans ce domaine.

#### Ouvrages
Cette section présente les ouvrages utilisés pour étayer l'article
- Paul Chopelin et Pierre-Jean Souriac, Nouvelle histoire de Lyon et de la métropole, Toulouse, Privat, coll. « Histoire des villes et des régions : histoire », 2019, 958 p. (ISBN 978-2-7089-8378-6)

1. 1 2  Chopelin et Souriac 2019, p. 56.
2. 1 2 3  Chopelin et Souriac 2019, p. 57.
3. ↑  Chopelin et Souriac 2019, p. 62.
4. 1 2  Chopelin et Souriac 2019, chap. 2, Patrice Faure, Lyon lointain, Lyon romain, des origines au Ve siècle ap. JC, p. 63.

- Anne-Catherine Le Mer, Claire Chomer, Carte archéologique de la Gaule, Lyon 69/2, Paris, Académie des inscriptions et belles-lettres / Ministère de l'éducation nationale, de l'enseignement supérieur et de la recherche / Ministère de la culture et de la communication etc., 2007, 883 p. (ISBN 978-2-87754-099-5 et 2-87754-099-5)

- Mathieu Poux et Hugues Savay-Guerraz, Lyon avant Lugdunum : [ouvrage édité à l'occasion de  l'exposition homonyme présentée au Musée de la civilisation gallo-romaine de Lyon de mars à novembre 2003], Gollion, Infolio éditions, 2003, 151 p. (ISBN 2-88474-106-2)

1. ↑  Savay-Guerraz et Poux 2003, p. 36 à 60.
2. 1 2  Savay-Guerraz et Poux 2003, p. 70.
3. ↑  Savay-Guerraz et Poux 2003, p. 102.
4. ↑  Savay-Guerraz et Poux 2003, p. 108.
5. ↑  Savay-Guerraz et Poux 2003, p. 130.

- André Pelletier et Jacques Rossiaud, Histoire de Lyon : Antiquité et Moyen âge, Horvath, 1990 (BNF 35414759)

1. ↑  Pelletier et Rossiaud 1990, p. 22.
2. ↑  Pelletier et Rossiaud 1990, p. 21.

- Armand Desbat et Matthieu Poux, « De la Lugudunum gauloise à la colonie de Plancus : l'apport des fouilles récentes », dans François Bérard et Matthieu Poux (dir.), Lugdunum et ses campagnes. Actualité de la recherche, Drémil-Lafage, Mergoil, coll. « Archéologie et histoire romaine » (no 38), 2018 (ISBN 978-2-35518-064-4), p. 13-41

1. ↑  Desbat et Poux 2018, p. 23.

- Armand Desbat (dir.), Hugues Savay-Guerraz (dir.), Jean-Paul Bravard et Anne Pariente, Lyon antique : Guide archéologique de la France, Paris, Éditions du patrimoine - Centre des monuments nationaux, 2012, 136 p. (ISBN 978-2-7577-0195-9)

1. ↑  GaF, 2012, p. 26.

#### Articles
1. ↑  Bernadette Arnaud, « Lyon retrouve ses origines gauloises », Sciences et Avenir, no 812,‎ octobre 2014, p. 58.
2. ↑  Michèle Monin, "Le murus gallicus de Lyon (Rhône)", Bulletin de l'Association française pour l'étude de l'Âge du fer, no 33, 2015
3. ↑  Marie Varnieu, « Exceptionnelle découverte sur un site archéologique à Vaise », dans Le Progrès du 19 janvier 2008, p. 11.
4. ↑  Olivier Barban, « Les tombes des premiers Lyonnais », Lyon actualités,‎ 15 novembre 1986, p. 56
5. ↑  André Pelletier, « Archéologie et histoire à Lyon de 1974 à 1986 », cahiers d'histoire, no XXXII,‎ 1987, p. 3-25

#### Autres références
1. ↑  Christian Goudineau dir., Aux origines de Lyon ; actes d'un séminaire tenu le 24 janvier 1987 au Musée de la civilisation gallo-romaine de Lyon, DARA (Documents d'archéologie en Rhône-Alpes), 1989, Lyon, 127 p. (lire en ligne)  (ISBN 2-906190-06-3).
2. ↑  Michèle Monin (dir.), Aurélie André, Stéphane Carrara, Philippe Dessaint, Marjorie Leperlier, Jérémie Liagre et Clémence Mège (Rapport de diagnostic d'archéologie préventive 2011.079, code source RAP07125), 1 place Abbé Larue Lyon 5e, Lyon, Service archéologique de la Ville de Lyon, 2012
3. ↑  La Préhistoire française, tome 2, Les Civilisations néolithiques et protohistoriques de la France, sous la direction de Henry de Lumley, Centre national de la recherche scientifique, 1976,  (ISBN 2-222-01969-9).
4. ↑  Christian Goudineau (dir.), Aux origines de Lyon, Lyon : Circonscription des antiquités historiques, 1989.  Documents d'archéologie en Rhône-Alpes, no 2.; Série lyonnaise, no 1.
5. ↑  Desbat et Poux 2018, p. 23.